# جوایز فیلم ملی روسیه
جوایز فیلم ملی روسیه (به انگلیسی: Russian National Movie Awards) (ژرژ (Georges)) یک جایزه سالانه است که به منظور قدردانی از کارگردانان، بازیگران و نویسندگان در صنعت فیلم شناخته می‌شود. این جایزه توسط وبلاگ نویسان لایو ژورنال، الکساندر فولین، ماکسیم الکساندر و الگا بلیک در سال ۲۰۰۵ تأسیس شد.